# Hazal Ocak
Hazal Ocak (geb. 19. Juni 1990) ist eine türkische Investigativ- und Umweltjournalistin, die vor allem für ihre Recherchen bei der Tageszeitung Cumhuriyet bekannt geworden ist. Sie wurde unter anderem mit dem renommierten Sedat-Simavi-Preis in der Kategorie „Journalismus“ ausgezeichnet.

## Leben
Ocak wurde am 19. Juni 1990 geboren. Sie absolvierte ein Journalistikstudium an der Kommunikationsfakultät der Universität Istanbul, das sie 2013 abschloss. Bereits 2012 begann sie als Reporterin bei Cumhuriyet zu arbeiten. Seit 2014 ist sie dort als Stadt- und Umweltkorrespondentin tätig. 2016 arbeitete sie mit einem vom Auswärtigen Amt finanzierten Stipendium zwei Monate lang in der Berliner Redaktion der taz. Seit Juli 2024 hielt sie sich als Gast der Hamburger Stiftung für politisch Verfolgte in Hamburg auf. Das Stipendium endete im Juli 2025. Ocak lebt seither zeitweise in Deutschland und arbeitet als freie Journalistin. Sie ist mit dem in der Cumhuriyet-Redaktion tätigen Serkan Ozan liiert.

## Wirken
Ocak recherchiert vorrangig zu Stadtentwicklung, Umwelt- und Klimafragen sowie zu Korruption im öffentlichen Sektor. Ihr erstes Buch „İhanet : İstanbul’a Karşı İşlenen Rant Suçları“ erschien 2020.
Ihre Recherchen führten zu einer Reihe von Strafverfahren und Zivilklagen gegen sie, die Beobachter als SLAPP-Verfahren einstufen. Wegen des Artikels „Damat İşi Biliyor“ wurde ihr zunächst die Beleidigung eines Amtsträgers vorgeworfen; am 27. Oktober 2020 wurde sie freigesprochen. Trotz des Freispruchs setzte der Initiator des Verfahrens, der ehemalige Finanzminister Berat Albayrak, eine Zivilklage über 200.000 Lira fort; eine Verhandlung fand am 21. Juni 2022 ohne Ocaks Anwältin statt. Auch die Stadtverwaltung Şahinbey fordert in einer weiteren Klage 20.000 Lira wegen eines Berichts über Vergabepraxis; eine für Oktober 2020 angesetzte Anhörung wurde vertagt. Weitere Verfahren, angestrengt vom Kommunikationsdirektor Fahrettin Altun und vom Unternehmer Mehmet Cengiz, endeten bislang mit Freisprüchen für Ocak. Nach eigener Aussage verbrachte sie in Istanbul mehr Zeit in Gerichtsfluren als in Redaktionen, betrachtet den Journalismus jedoch weiterhin als ihre Berufung. In Hamburg plant sie ein Buch über ihre Erfahrungen mit diesen Prozessen und vertieft ihre Deutschkenntnisse.
Neben dem Journalismus widmet sie sich dem Tango-Tanz und gründete die erste Tango-Zeitschrift der Türkei.
Für ihre Serie „emsalsiz ihanet“ über städtebauliche Missstände erhielt sie 2019 den EU-Preis für investigativen Journalismus. 2020 gewann sie den Sedat-Simavi-Journalismuspreis für die Artikel „Damat İşi Biliyor“ und „İşte Burası Önemli!“, die am 20. Januar und 14. Juli 2020 erschienen. Zu ihren weiteren Auszeichnungen zählen der Behzat-Miser-Preis des Verbands Zeitgenössischer Journalisten (2015) und der Nachwuchspreis der Plattform P24 (2017). 2021 ehrte sie die Kammer der Stadtplanerinnen und -planer (TMMOB) mit dem Kent-Planlama-Medienpreis für ihre Berichterstattung über städtische Themen.